# Lipienica (powiat świecki)
Lipienica – (niem. Lipnitz, 1942–1945 Lindensee) wieś w Polsce położona w województwie kujawsko-pomorskim, w powiecie świeckim, w gminie Świekatowo.
W latach 1975–1998 miejscowość należała administracyjnie do województwa bydgoskiego. Według Narodowego Spisu Powszechnego (III 2011 r.) liczyła 82 mieszkańców. Jest najmniejszą miejscowością gminy Świekatowo.

## Historia
26 marca 1777 roku właścicielem majątku został Niemiec Jakob Klawitter. W 1802 Klawitter odłączył od majątku, dla swojego syna Jakoba, folwark Lipienice-Żuławy (Bärenthal). 3 listopada 1850 roku właścicielem został Daniel Ferdinand Klawitter, 
14 kwietnia 1857 Ferdinand Klawitter. 
29 listopada 1884 roku majątek został własnością królewskiego mistrza budowlanego Rudolfa Peschke. Jego żona (ur. Busse) była od 28 kwietnia 1886 roku właścicielką majątku Lipienica-Żuławy (Bärenthal). W 1891 właścicielem był Leopold Bock von Wülfingen. W 1893 roku Żuławy zostały własnością Ignacego Rozczynialskiego. W 1890 roku majątek Lipienica przeszedł w posiadanie Ferdinanda Bahr. W 1894 roku majątek zakupił Marcin Karwasz. W latach 1922-1939 właścicielami byli Dobraczewscy.
W 1946 roku dobra te przeszły na własność Skarbu Państwa Polskiego.

## Zabytki wpisane do rejestru zabytków
- park dworski z połowy XIX wieku, nr rej.: 200/A z 15.12.1986 r.
- park dworski z XVII-XIX wieku, nr rej.: A/201/1 z 10.03.1987 r.